# Ernst Kohler
Ernst Kohler (* 11. Juni 1884 in Wynau; † 24. Juli 1980 in Langenthal, reformiert, heimatberechtigt in Wynau) war ein Schweizer Unternehmer und Politiker (SP).

## Leben
Ernst Kohler, der am 11. Juni 1884 als Sohn des Jakob Kohler in Langenthal geboren wurde, absolvierte zunächst eine Ausbildung zum Mechaniker, ehe er im Jahr 1918 eine Reparaturwerkstatt für Strick- und Nähmaschinen sowie für Fahrräder gründete. Daraus entstand 1948 die Fahrradfabrik Kohler & Co. und 1954 die Textilmaschinenfabrik Kohler & Co. AG. Letztere handelte weltweit mit Strickmaschinen und zählte zeitweise bis zu 50 Beschäftigte. Da ein Nachfolger fehlte und das Unternehmen in wirtschaftliche Turbulenzen geriet, wurde der Betrieb im Jahr 1977 eingestellt.
Ernst Kohler, der mit Martha, der Tochter des Adolf Geiser aus Murgenthal, verheiratet war, verstarb am 24. Juli 1980 knapp nach Vollendung seines 96. Lebensjahres in Langenthal.

## Politische Laufbahn
Ernst Kohler, der im Jahr 1909 zusammen mit Ernst Nobs den Arbeiterverein Wynau gründete, wurde 1917 als erster Vertreter der SP bei der ersten Proporzwahl in Wynau in den Gemeinderat gewählt. Ein Jahr später nahm Kohler am Generalstreik teil. Auf kantonaler Ebene vertrat Kohler die SP von 1922 bis 1925 im Berner Grossen Rat.
In weiterer Folge präsidierte er noch von 1938 bis 1947 die Burgergemeinde und leitete von 1939 bis 1945 das Kriegswirtschaftsamt von Wynau.

## Weblink
- Christoph Zürcher: Kohler, Ernst. In: Historisches Lexikon der Schweiz.

| Personendaten    | Personendaten                            |
| ---------------- | ---------------------------------------- |
| NAME             | Kohler, Ernst                            |
| KURZBESCHREIBUNG | Schweizer Unternehmer und Politiker (SP) |
| GEBURTSDATUM     | 11. Juni 1884                            |
| GEBURTSORT       | Wynau                                    |
| STERBEDATUM      | 24. Juli 1980                            |
| STERBEORT        | Langenthal                               |